# Cento giorni da oggi
100 giorni da oggi è il terzo disco del gruppo musicale italiano Amor Fou, pubblicato il 15 maggio 2012 per la casa discografica Universal.

## Descrizione
Alla realizzazione dell'album collaborano anche Alessandro Baronciani degli Altro in Radiante e Davide Autelitano dei Ministri in La Primavera Araba.
Dall'album viene estratto Alì come primo singolo, accompagnato dal videoclip realizzato dal collettivo di Sterven Jonger.
La copertina e la grafica sono state curate dal collettivo di Sterven Jonger. Il secondo singolo, anch'esso accompagnato da un videoclip, è I 400 colpi.

## Tracce
1. Gli zombie nel video di Thriller – 4:42
2. Alì – 4:02
3. Goodbye Lenin – 4:50
4. Vero – 5:31
5. Una vita violenta – 4:03
6. I 400 colpi – 4:37
7. La primavera araba – 3:25
8. Padre, davvero? – 4:31
9. Le guerre umanitarie – 6:04
10. I volantini di Scientology – 4:14
11. Forse Italia – 4:55
12. Radiante – 0:55
13. Tigri (The song) – 5:47

## Singoli
- 2012 – Alì

## Videoclip
- 2012 – Alì (regia di Marco Proserpio e Jacopo Farina per Sterven Jonger)
- 2012 – I 400 colpi (regia di Marco Proserpio e Jacopo Farina per Sterven Jonger)

## Formazione
- Alessandro Raina – voce, chitarra
- Giuliano Dottori – chitarra, basso, tastiere, cori
- Paolo Perego – basso, cori
- Leziero Rescigno – batteria, percussioni, sintetizzatori

## Collaboratori
- Davide Autelitano (Ministri) – voce in La Primavera araba
- Antiteq – programming in Forse Italia
- Alessandro Baronciani (Altro) – voce in Radiante
- Coro dei bambini della Scuola di Musica Cluster – voce in Gli zombie nel video di Thriller e Forse Italia